# Wilhelm Karmann jun.

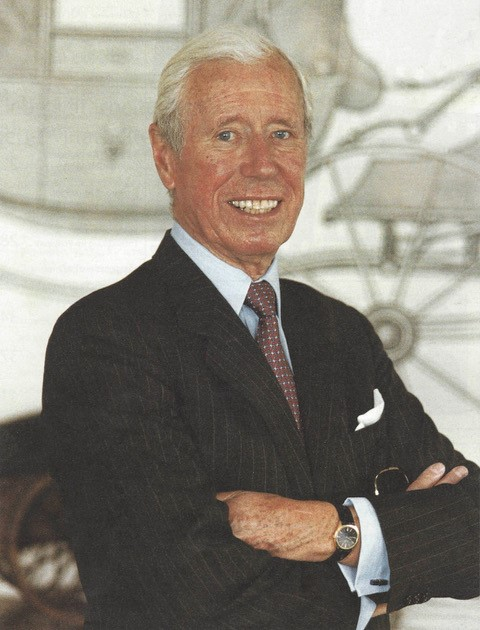
Wilhelm Karmann jr. (1989)

Wilhelm Karmann (* 4. Dezember 1914 in Osnabrück; † 25. Oktober 1998 in Osnabrück) war ein deutscher Unternehmer. Er hat von seinem gleichnamigen Vater und Firmengründer die Führung der Wilhelm Karmann GmbH (Karosseriewerk, Presswerk und Werkzeugbau) mit Sitz in Osnabrück 1952 übernommen und das Unternehmen als Auftragsfertiger kompletter Fahrzeuge sowie als Lieferant von Pressteilen, Produktionssystemen und Dachmodulen für Cabriolets zu einem anerkannten Partner der Automobilindustrie geführt. Darüber hinaus war er an zahlreichen Fahrzeugentwicklungen beteiligt.
Es war der VW Karmann-Ghia, der den Namen Karmann weltweit bekannt gemacht hat. Karmann hatte die von Luigi Segre, dem Inhaber des italienischen Karosseriewerkes Ghia in Turin, entworfene Coupé Version des VW 1200 dem Generaldirektor des Volkswagenwerks, Heinrich Nordhoff, 1955 vorgestellt. Volkswagen gefielen die weichen Linien des Coupés und damit begann die weltweite Erfolgsgeschichte des Karmann-Ghias. Die Liebe zu offenen Autos begleitete Karmann sein ganzes Leben: Aus Osnabrück stammten nicht nur der VW Käfer und danach das Golf Cabriolet, sondern auch Cabriolets der Hersteller Audi, Ford und Mercedes sowie eine Vielzahl von Dachsystemen als Komponentenlieferungen. Insgesamt sind unter der Leitung von Karmann rund 3 Millionen Fahrzeuge von den Bändern gerollt; nicht nur Cabriolets und Coupés, sondern auch andere Fahrzeuge, die in Kleinserien hergestellt wurden.
1990 übergab Karmann die Leitung der Geschäftsführung in jüngere Hände, begleitete und steuerte das Unternehmen aber bis zu seinem Tode im Jahr 1998 in seiner Funktion als Vorsitzender der Gesellschafterversammlung und Ehrenvorsitzender des Aufsichtsrates der Wilhelm Karmann GmbH.

## Herkunft und Ausbildung
Wilhelm Karmann war der Sohn und drittes von insgesamt fünf Kindern von Mathilde Karmann, geborene Elsinghorst († 1965), und Wilhelm Karmann I († 1952), der am 1. August 1901 den angesehenen Osnabrücker Wagenbaubetrieb von Christian Klages übernommen hatte. Schon bald machte sich Karmann durch innovative Maßnahmen – wie den Übergang von der Holz- zur Halbstahl- und dann zur Ganzstahlkarosserie einen Namen in der noch jungen Automobilindustrie. Auch führte er schon 1925 die schnell trocknende Nitro-Spritzlackierung ein. Beides waren Voraussetzungen für die Serienfertigung von Automobilen. Außerdem rüstete er sein Werk mit Großpressen aus und begann mit der Herstellung eigener Presswerkzeuge. Karmann I wurde so in den 1930er Jahren zu einem Pionier der deutschen Großserienfertigung von Cabriolets und Limousinen für Kunden wie die Adlerwerke in Frankfurt/Main oder Hanomag in Hannover.
Wilhelm Karmann jun. trat mit 19 Jahren in das Unternehmen ein. Nach einer Orientierungsphase begann er eine Ausbildung bei einer süddeutschen Karosseriefirma und bei der Deutschen Fiat. In der Berliner Fachschule für Karosserie- und Fahrzeugbau holte er sich von 1935 bis 1937 das nötige theoretische Fachwissen, um nach dem Examen als Konstrukteur in der Fertigungstechnik von Ambi-Budd zu arbeiten. Mit 25 Jahren kam er wieder nach Osnabrück, um das in Berlin erworbene Rüstzeug für die eigene Firma einzusetzen. Doch 1941 wurde er als Soldat eingezogen, diente in Russland, den Niederlanden und Italien und kehrte erst 1945 aus amerikanischer Gefangenschaft in Neapel zurück. Jetzt galt es, gemeinsam mit seinem 74-jährigen Vater das zerstörte Werk wieder aufzubauen. Sein Vater starb am 28. September 1952 an den Folgen einer Lungenentzündung. Karmann übernahm die Gesamtverantwortung. Der Übergang vom Vater auf den Sohn verlief reibungslos, weil beide den Kontakt zu Kunden und Belegschaft immer gemeinsam geführt hatten.

## Wiederaufbau und Partnerschaft mit Volkswagen
Karmann und sein Vater machten sich 1945 daran, mit den Restbeständen an Produktionsmitteln den Betrieb wieder aufzunehmen. Für die britische Armee wurden beispielsweise mehr als 100.000 Gabeln und Löffel hergestellt und für die Harburger Tempo-Werke produzierte Karmann 10.000 Blechwannen für Schubkarren. Wichtiger aber war die Zusammenarbeit mit der Firma Ford, mit der Karmann schon vor dem Kriege gut zusammen gearbeitet hatte. Karmann bündelte die noch in Ostberlin vorhandenen Restbestände an Werkzeugen, restaurierte und modernisierte sie in Osnabrück und lieferte sie nach Köln. Ford war sehr zufrieden damit, wie Karmann die Werkzeuge instand gesetzt hatte und beauftragte die Osnabrücker, 2000 Satz Pressteile zu liefern. Dann folgte auch der erste Großauftrag. Jetzt sollte Karmann 800 Pritschenaufbauten für Ford-Lastwagen liefern. Und im Frühjahr 1946 wurde Karmann beauftragt, 1000 Fahrerhäuser für die Hanomag-Straßenzugmaschine zu produzieren. Karmann und sein Vater hatten ein Ziel: sie wollten wieder Automobil-Karosserien bauen. Ein großer Schritt in diese Richtung war die Zusammenarbeit von Karmann mit der neuen Auto Union GmbH, in dessen Auftrag von August 1949 an die ersten Prototypen der Ganzstahl-Limousine und des 4-sitzigen Cabriolets ausgeliefert wurden. Diesem Auftrag folgte dann die Fertigung von über 1000 Serienfahrzeugen für die Auto Union GmbH.

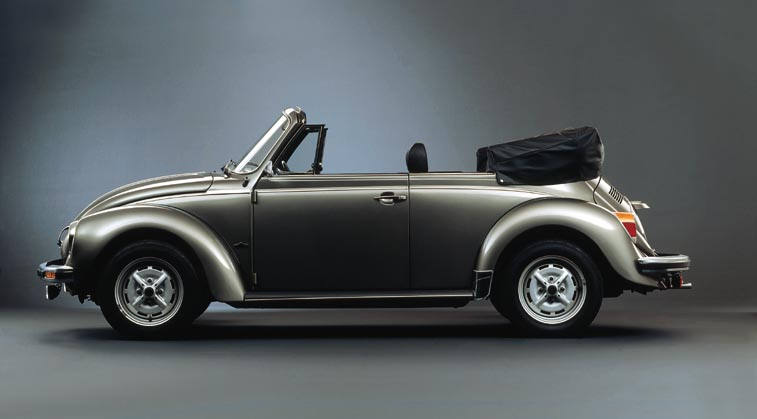
VW Käfer Typ 15

Zu Beginn des Jahres 1948 gelang es Karmann, eine Volkswagen Limousine, den VW Typ 1, zu beziehen, die er mit Hilfe seines Vaters zu einem Cabriolet umbaute. Gemeinsam mit seinem Vater stellte er das Cabriolet in Wolfsburg Heinrich Nordhoff vor, der seit dem 1. Januar 1948 Generaldirektor der Volkswagenwerke war. Im Mai 1949 lieferte Karmann 25 Volkswagen-Cabriolets an die VW-Versuchsabteilung aus. Und am 1. August 1949 war es dann soweit: Volkswagen bestellte bei Karmann „1000 Stück viersitziges und vierfenstriges Kabriolet Typ 15“ zu einem Stückpreis je Karosserie von 1900 DM netto ab Werk. Der Grundstein für eine dauernde Partnerschaft mit Volkswagen war gelegt. Karmann beschäftigte damals 642 Personen; nach dem Tode des Unternehmensgründers und der Übernahme der Geschäfte waren es schon über 1400 Mitarbeiter und Mitarbeiterinnen.
Neben dem Fahrzeugbau und dem Presswerk setzte sich Karmann stark für die Weiterentwicklung des Werkzeugbaus ein. Die Herstellung von komplizierten Großwerkzeugen, mit denen Karosserieteile wie Kotflügel, Dächer oder Türen aus den Stahlblechen geformt wurden, kostete viel Geld und führte auch zu kontroversen Diskussionen mit seinem Vater. Doch die Strategie von Karmann ging auf. Anfang der 1960er Jahre gab es nur wenig Automobiltypen in Europa, für die Karmann keine Presswerkzeuge oder Pressteile geliefert hatte.

## Die Karmann-Ghia Story
Die Idee hatte Wilhelm Karmann 1953, ein Jahr nach der Übernahme der väterlichen Karosseriefirma in Osnabrück. Karmann wollte einen sportlichen und offenen Zweisitzer auf der technischen Basis des VW Käfers herstellen. Auch Volkswagen war an einem sportlichen Roadster interessiert, der gerade von den in Europa stationierten amerikanischen Soldaten geliebt und mit in die USA genommen werden sollte.
Luigi Segre, der Inhaber von Carrozzeria Ghia in Turin, wurde anlässlich des Genfer Automobilsalons in den Plan einbezogen. Er bekam aus Osnabrück ein Fahrgestell des Käfers und setzte eine selbst gestaltete Karosserie auf das Fahrgestell. Zur Verblüffung von Karmann präsentierte ihm Luigi Segre dann am Rande des Pariser Salons nicht einen Roadster, sondern ein Coupé aus dem man auch einen Roadster machen konnte. Anlässlich eines kurzfristig vereinbarten Termins in Osnabrück am 16. November 1953 gefiel VW-Chef Heinrich Nordhoff das Coupé mit den fließenden Linien und den rundlichen Formen so gut, dass er noch am selben Tag den Bau des Wagens in Auftrag gab.
Wie aber sollte dieser Wagen genannt werden? Sowohl in Wolfsburg als auch in Osnabrück hatte man trotz vieler Vorschläge keine zündende Idee. Es war dann Wilhelm Karmann selbst, der zuerst den Namen „Karmann-Ghia“ nannte. Alle waren damit einverstanden. Volkswagen konnte sich mit dem weltbekannten Namen Ghia schmücken und auch für das Karosseriewerk in Turin war dieser Name eine beste Referenz für italienisches Design. In der langen Geschichte des Unternehmens hat das Auto den Namen Karmann in die Welt getragen. Am 14. Juli 1955 präsentierte Karmann das neue Coupé von Volkswagen im Casino-Hotel von Georgsmarienhütte, der Nachbarstadt Osnabrücks.

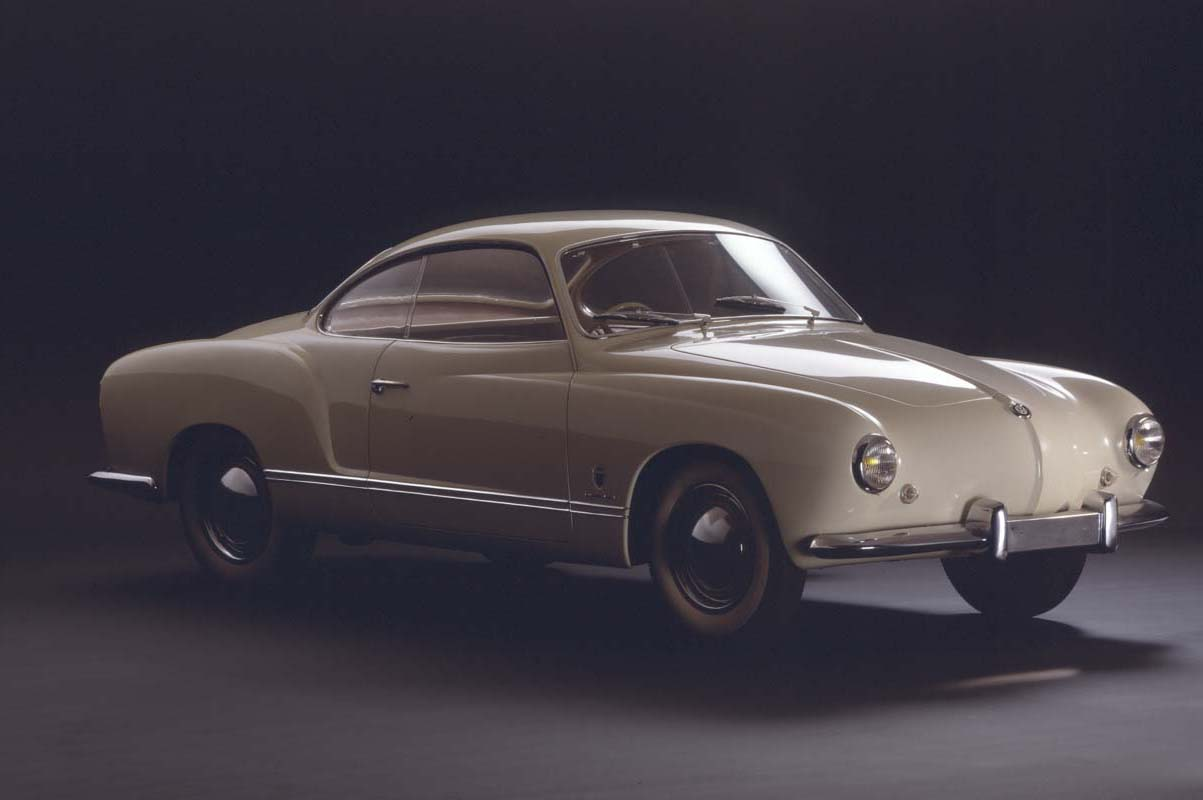
VW Karmann Ghia Prototyp

Schon im ersten Produktionsjahr wurden statt der geplanten 3000 Einheiten insgesamt 10.000 Coupés ausgeliefert. Die weitere Arbeit an diesem wie auch an vielen anderen Fahrzeugen bei Karmann leistete Johannes Beeskow, der von 1956 bis 1976 die technische Entwicklung leitete. Der VW Karmann-Ghia wurde zum Verkaufserfolg mit über 362.000 Exemplaren, auch wenn die Leistungen des Wagens mit nur 30 PS und 115 km/h Spitzengeschwindigkeit nicht dem sportlichen Äußeren entsprachen. 1957 folgte das Karmann-Ghia Cabriolet und 1961 der größere Typ 34, der Karmann-Ghia 1550, dessen Design ebenfalls von der Carrozzeria Ghia stammte.
Mit dem Karmann-Ghia, aber auch mit dem Käfer Cabrio, hat Wilhelm Karmann dazu beigetragen, die Verkaufsräume der Volkswagenhändler attraktiver und ansprechender zu gestalten. Beide Fahrzeugtypen waren zwar Nischenprodukte, haben aber durch ihre Anziehungskraft dazu geführt, den Absatz des Massenproduktes VW Käfer zu beflügeln.

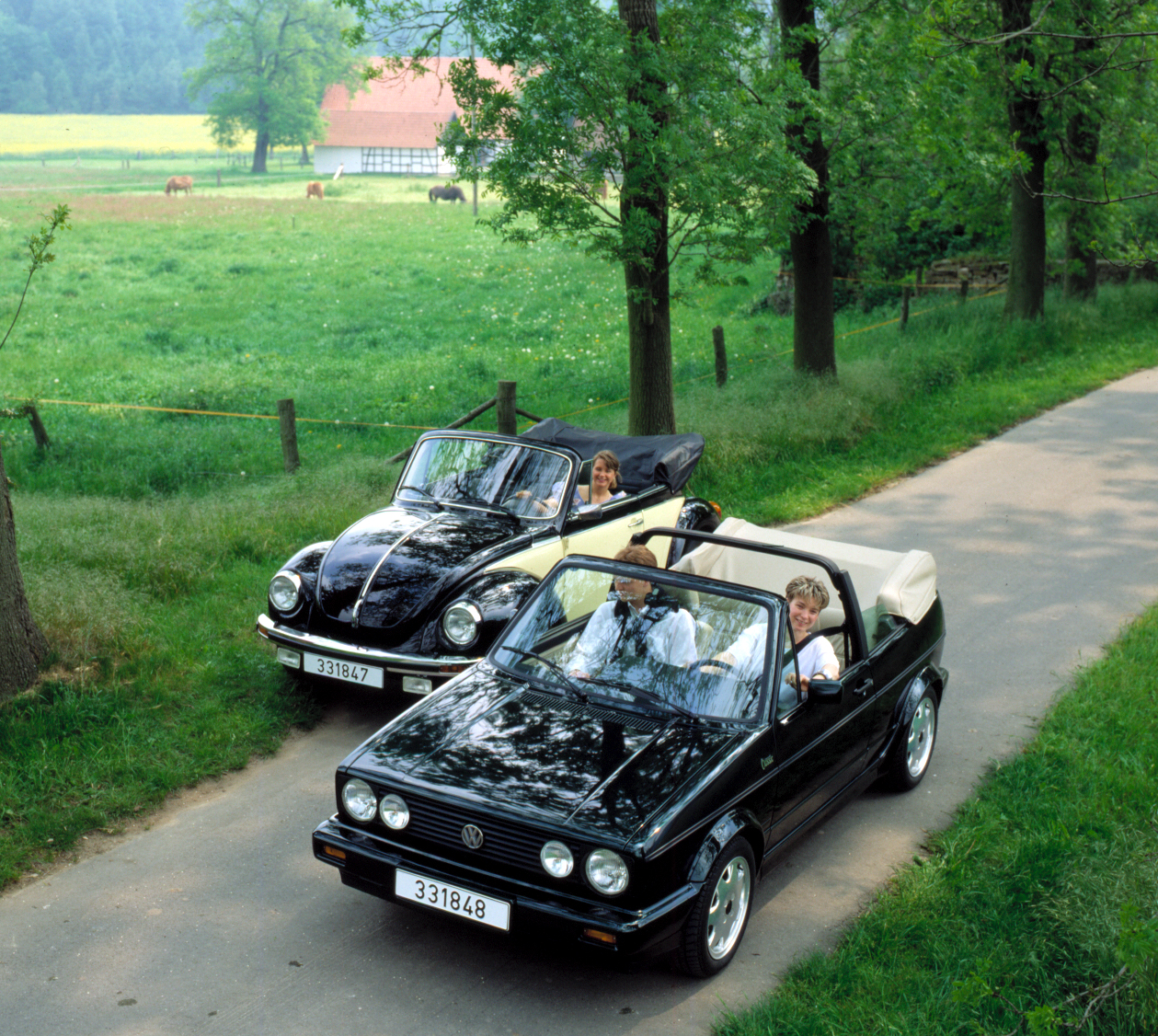
Das VW Käfer Cabriolet und das VW Golf Cabriolet wurden bei Karmann gebaut

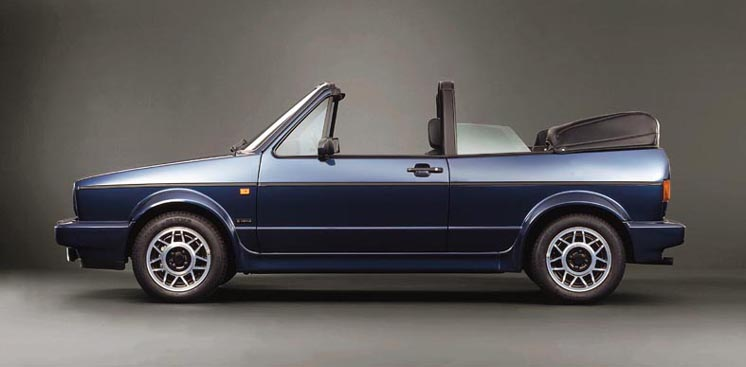
VW Golf A1 Cabriolet

In den bei Karmann produzierten Stückzahlen wurden die Karmann-Ghia Coupés und Cabrios später sowohl vom Golf Cabriolet als auch vom Scirocco leicht übertroffen; wenn man dagegen die ersten Karmann-Ghia-Typen über Coupé und Cabrio zusammenrechnet, war der Karmann-Ghia das erfolgreichste Fahrzeug von Karmann.

## Wachstumsjahre

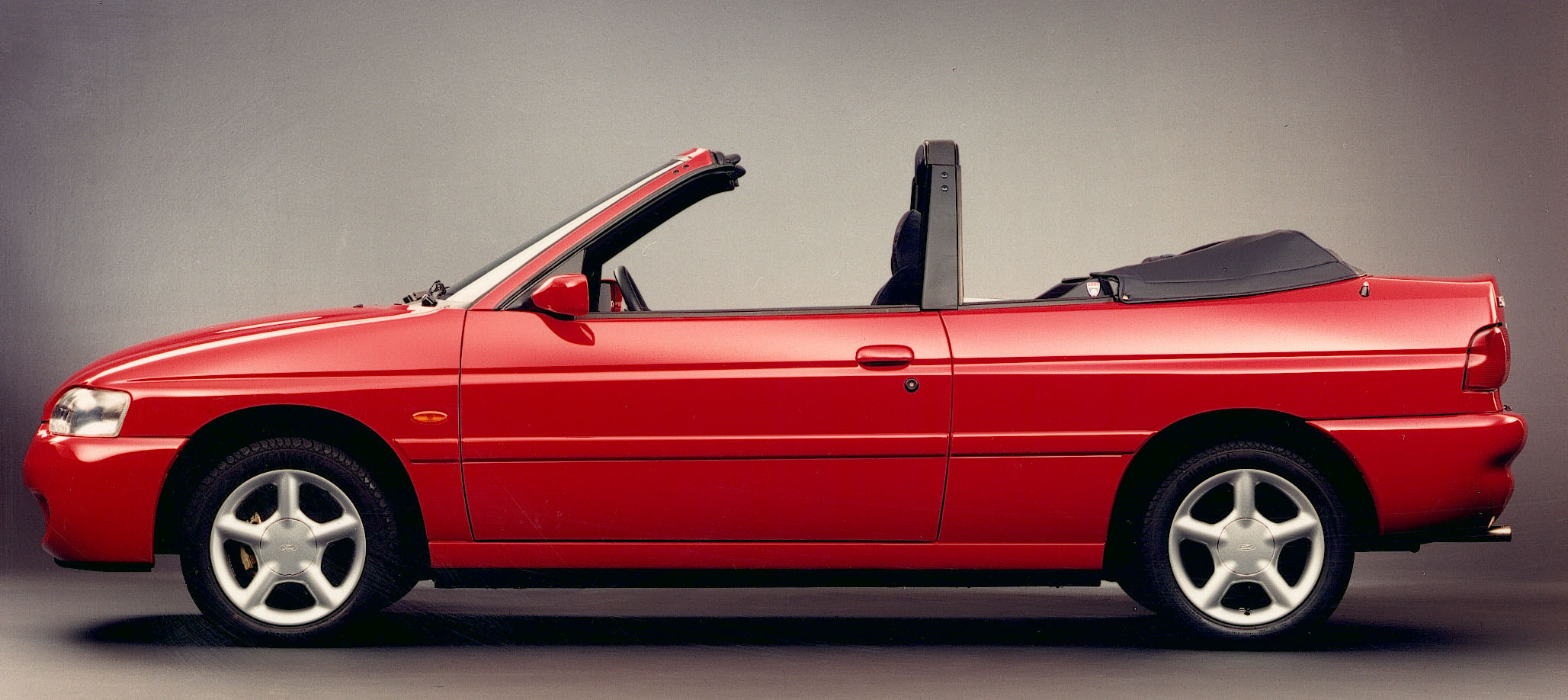
Ford Escort Cabriolet

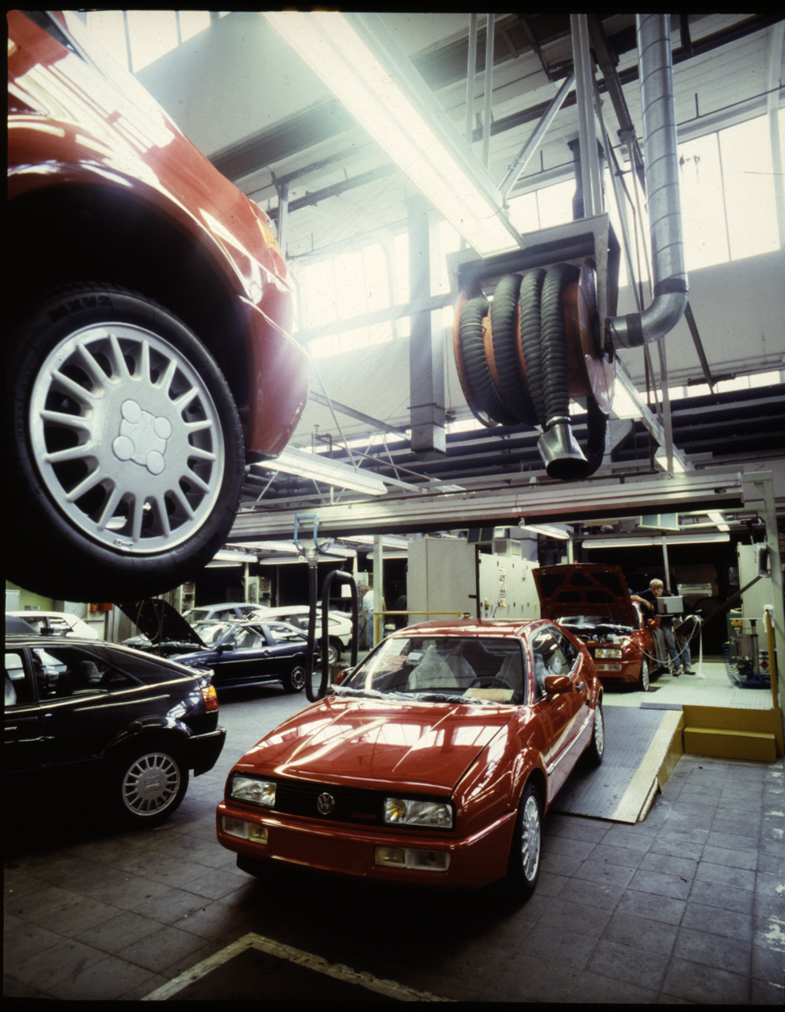
Die VW Corrado Produktion im Karmann Werk Osnabrück

Für Volkswagen fertigte Karmann neben dem Käfer Cabriolet und dem Karmann-Ghia sämtliche Cabriolets der Fahrzeugmodelle Golf sowie die Sportcoupés VW Scirocco und den VW Corrado. Karmann errichtete weitere Fahrzeugwerke, 1960 in São Bernardo do Campo (Brasilien) und 1965 in Rheine. In den Jahren ab 1965 stellte Karmann Gesamtfahrzeuge und Karosserien vom BMW Coupé 2000 C/CS (Vierzylinder), später auch die größeren BMW E9-Sechszylinder-Coupés (2.5 CS, 2.8 CS, 3.0 CS/CSi) im westfälischen Werk Rheine her. Von 1976 bis in die 1980er Jahre übernahm Karmann erst die Serienfertigung und dann den Rohbau des Coupés der 6er-Reihe von BMW (628 CSi, 633CSi, 635 CSi). Alle Cabriomodelle des Ford Escort wurden in Rheine als Gesamtfahrzeuge ausgeliefert.
Karmann stellte ab dem Jahr 1977 auch Reisemobile unter dem Namen Karmann-Mobil her. Die Idee für sein erstes Reisemobil bekam Karmann auf einer Reise in Südafrika. Die ersten Fahrzeuge wurden auf der Basis eines Volkswagen T2 gebaut, gefolgt vom T3 und LT sowie dem Mercedes-Benz T 1. Parallel wurden die Wohnwagenmodelle Postillion 4500 und 5000 in Brasilien entwickelt, gebaut und im Jahr 1982 auf den Markt gebracht. Es folgten viele weitere Reisemobile mit den Typenbezeichnungen Gipsy, Davis und Distance.
Ein besonderer Höhepunkt im Leben von Karmann war das Produktionsjubiläum mit dem Volkswagenwerk. Am 23. Juni 1981 fuhr das 1,5-millionste in Osnabrück produzierte Auto mit dem Volkswagen-Emblem von den Bändern. Es war ein weißer Scirocco GTI.
Karmann war bis zu seinem 75. Geburtstag im Jahr 1989 Vorsitzender der Geschäftsführung der Wilhelm Karmann GmbH. 1989 waren viele Jubiläen zu feiern. 25 Jahre bestand Karmann Rheine. Das Golf Cabriolet wurde 10 Jahre alt und Karmann konnte nicht nur auf 40 Jahre Zusammenarbeit mit Volkswagen zurückblicken, sondern auch sein 50. Dienstjubiläum feiern. Sein Nachfolger in der Geschäftsführung wurde Rainer Thieme, der vorher Keiper Recaro leitete, eine Firma, die Sitze für die Automobil- und Flugzeugindustrie herstellte. Karmann lenkte das Unternehmen nach seinem Ausscheiden aus der operativen Führung nach wie vor in seinen Funktionen als Vorsitzender der Gesellschafterversammlung und als haftender Komplementär der Besitzgesellschaft Wilhelm Karmann KG. Als Karmann das Unternehmen 1952 übernahm, erwirtschafteten 1415 Mitarbeiter einen Umsatz von 24 Millionen DM. Im Jahr seines Todes, 1998, konnte der Umsatz der Firmengruppe mit rund 7000 Mitarbeitern auf über 1,1 Milliarden DM gesteigert werden.

## Privates
Im Jahr 1947 lernte Karmann anlässlich eines Besuches in Borkum Christiane Kemper aus Minden kennen, die mit ihren Brüdern Urlaub auf der Nordseeinsel machte, und heiratete sie am 24. Mai 1949. Das Ehepaar Karmann hatte drei Kinder, Wilhelm-Dietrich (* 1951), Christiane (* 1952) und Stephanie (* 1957).
Wilhelm Karmann war Träger zahlreicher Orden und Ehrenzeichen:
- Am 29. April 1977 verlieh ihm die Bundesrepublik Deutschland das Große Verdienstkreuz des Verdienstordens
- Am 10. September 1984 wurde Karmann Träger des Großen Verdienstkreuzes des Niedersächsischen Verdienstordens
- Am 2. Januar 1985 verlieh ihm die Stadt Osnabrück die Justus-Möser-Medaille
- Am 17. Dezember 1993 wurde Karmann zum Ehrensenator der Universität Osnabrück ernannt

Anlässlich des 100. Geburtstages des Firmengründers gründete Karmann am 14. Februar 1971 mit seinen Mitgesellschafterinnen die Wilhelm-Karmann-Stiftung mit einem Kapital von zunächst einer Million DM. Mit der Stiftung wurden Projekte des Kulturgeschichtlichen Museums, der Osnabrücker Zoogesellschaft, des Museums Industriekultur, der Hochschule Osnabrück und der Universität Osnabrück gefördert. Der Stiftungsumfang erhöhte sich kontinuierlich und beläuft sich im Jahr 2019 auf etwa 3,9 Millionen Euro.
Karmann übernahm Ehrenämter in zahlreichen Berufsorganisationen und Wirtschaftsverbänden. Er war z. B. viele Jahre Vizepräsident der Industrie- und Handelskammer Osnabrück-Emsland und auch Vizepräsident des regionalen Industriellen Arbeitgeberverbandes und engagierte sich im von seinem Vater ins Leben gerufenen Industrieklub Osnabrück, der sich als Mittler zwischen Industrie, Politik und Gesellschaft versteht und auch dem Austausch von Gemeinsamkeiten innerhalb der Osnabrücker Unternehmerschaft dient. Karmann war sehr am Wohlergehen seiner Belegschaft interessiert. In sozialen Schieflagen half er nur allzu oft den Familien ganz konkret mit Sachmitteln und auch mit Geld; getreu dem Motto, dass schnelle Hilfe doppelte Hilfe ist.